# Freek-a-Leek
«Freek-a-Leek» es una canción de hip hop estadounidense coescrita y grabada por el rapero estadounidense Petey Pablo. Fue lanzado en 2003 como el segundo sencillo de su segundo álbum Still Writing in My Diary: 2nd Entry. Fue producido por Lil Jon donde la canción encaja en el subgénero uptempo de hip hop sureño llamado crunk. El sencillo alcanzó el puesto número 7 en el Billboard Hot 100 en julio de 2004.

## Fondo y grabación
En 2000, después de una aparición en el remix del single de Black Rob "Whoa!", Petey Pablo llamó la atención del rapero y productor discográfico Timbaland , así como el gerente de A&R de Jive Records, quien ayudó a Pablo a conseguir un contrato con el sello discográfico. El primer sencillo de Pablo, "Raise Up", fue un comercial instantáneo éxito, alcanzando el top 25 en los Estados Unidos Billboard Hot 100 y recibiendo una gran difusión en MTV. Diary of a Sinner: 1st Entry, su álbum de estudio debut, fue lanzado a finales de año e inicialmente se vendió bien debido al éxito de "Raise Up": sin embargo, los singles de seguimiento "I Told Y'all" y "I" no lograron tener un impacto importante en las listas. En consecuencia, el material de Pablo recibió muy poca promoción de Jive durante los siguientes años y el lanzamiento de su segundo álbum Still Writing in My Diary: 2nd Entry, originalmente programado para 2002, se pospuso indefinidamente: fue no lanzado hasta 2004.
A pesar de estos retrasos, Pablo continuó grabando material para el álbum, y finalmente lo completó durante 2003. Grabó "Freek-a-Leek" después de sesiones de estudio con el productor de discos de Atlanta Lil Jon, cuya popularidad había aumentado tras su trabajo con el dúo de southern hip hop Ying Yang Twins. Antes de que Lil Jon comenzara a trabajar con Petey Pablo, a pedido de Jive había realizado quince producciones para el rapero estadounidense Mystikal, que también grabó para el sello, aunque pasó la mayoría de ellas. Uno de estos, la producción que eventualmente se convertiría en "Freek-a-Leek", fue entregada a Pablo por Jive sin el conocimiento de Jon, luego de lo cual grabó la canción. Mientras tanto, pensando que no se había usado el ritmo, Lil Jon le dio la producción al cantante estadounidense Usher para su sencillo "Yeah!", a partir del cual se grabó, mezcló y masterizó una versión preliminar de la canción. Aunque Lil Jon finalmente se dio cuenta del error después de que Pablo le tocó "Freek-a-Leek" durante una de sus sesiones de estudio, Pablo no estaba dispuesto a renunciar a la canción, especialmente porque ya estaba siendo transmitida por la radio de hip hop sureña.

## Composición y letra
Una canción de southern hip hop de tres minutos y cincuenta y cinco segundos de duración, "Freek-a-Leek" se basa en gran medida en el género musical de crunk, mientras que está respaldada por una instrumentación que incluye un "riff de paseo lento", además de seguir un tempo descrito como "inspirado en una banda de música altamente sintetizada".

## Posicionamiento en listas
| País (Lista 2003-2004)                   | Mejor posición |
| ---------------------------------------- | -------------- |
| Alemania                                 | 6              |
| Australia                                | 6              |
| Austria                                  | 5              |
| Bélgica Flandes                          | 5              |
| Bélgica Valonia                          | 14             |
| Dinamarca                                | 4              |
| España                                   | 18             |
| Estados Unidos (Billboard Hot 100)       | 2              |
| Estados Unidos (Dance/Club Play Songs)   | 1              |
| Estados Unidos (Dance/Mix Show Airplay)  | 1              |
| Estados Unidos (Digital Songs)           | 1              |
| Estados Unidos (Hot R&B/Hip-Hop Airplay) | 24             |
| Estados Unidos (Hot R&B/Hip-Hop Songs)   | 24             |
| Estados Unidos (Pop 100)                 | 2              |
| Estados Unidos (Pop 100 Airplay)         | 4              |
| Estados Unidos (Pop Songs)               | 2              |
| Estados Unidos (Radio Songs)             | 3              |
| Estados Unidos (Rap Songs)               | 7              |
| Estados Unidos (Rhythmic Top 40)         | 4<             |
| Finlandia                                | 8              |
| Francia                                  | 18             |
| Hungría (Rádiós Top 40)                  | 7              |
| Hungría (Single (track) Top 20)          | 5              |
| Irlanda                                  | 2              |
| Italia                                   | 6              |
| Noruega                                  | 3              |
| Nueva Zelanda                            | 1              |
| Países Bajos                             | 15             |
| Reino Unido                              | 2              |
| Suecia                                   | 5              |
| Suiza                                    | 3              |
| Unión Europea (Singles Sales)            | 3              |
| Unión Europa (Radio Airplay)             | 5              |
| (Radio Zet)                              | 2              |

| País (Lista 2004-2006)             | Posición |
| ---------------------------------- | -------- |
| Australia                          | 39<      |
| Austria                            | 32       |
| Bélgica Flandes                    | 43       |
| Bélgica Valonia                    | 72       |
| Estados Unidos (Billboard Hot 100) | 18       |
| Hungría                            | 77       |
| Italia                             | 43       |
| Nueva Zelanda                      | 14       |
| Países Bajos                       | 82       |
| Reino Unido                        | 33       |
| Suecia                             | 42       |
| Suiza                              | 19       |
| Unión Europea                      | 17       |

- Datos: Q5500936